# Ole Bendixen
Ole Bendixen (* 7. Dezember 1869 in Søften; † 24. Juni 1958 in Ordrup) war ein dänischer Kaufmann und Inspektor von Grönland.

## Leben
Ole Bendixen war der Sohn des Schullehrers und Hofbesitzers Peder Olesen und seiner Frau Christiane Christensen. Seinen Nachnamen übernahm er von seinem gleichnamigen Großvater Ole Bendixen. Er wurde im Dorf Søften nördlich von Aarhus geboren und besuchte die Lateinschule in Aarhus, die er 1888 abschloss. Nach der Wehrpflicht in Aarhus wurde er Schüler an der Sekondleutnantschule auf Schloss Kronborg. Am 3. Oktober 1890 wurde er zum Sekondleutnant der Infanterie in Kopenhagen ernannt. 1891 wechselte er zum Trænregiment, kehrte aber 1892 zur Infanterie zurück. Im Sommer 1892 arbeitete er als Postbote in Christianshavn. Am 1. April 1893 verließ er das Heer endgültig.
Am 9. April wurde er bei Den Kongelige Grønlandske Handel (KGH) angestellt. Im Sommer 1893 reiste er nach Grönland, um als Volontär in Qeqertarsuaq zu arbeiten. Vom 25. Juli bis zum 14. September 1894 war er in Aasiaat tätig und wurde dann nach Appat versetzt. Von 1897 bis 1898 war er wieder Volontär in Aasiaat. 1898 war er einige Monate lang kommissarischer Kolonialverwalter in Qeqertarsuaq. Anschließend wurde er in Qasigiannguit angestellt. Am 1. April 1899 wurde er zum Handelsassistenten in Aasiaat ernannt. Kurz darauf wurde er kommissarischer Kolonialverwalter in Appat. 1901 kehrte er mit Beurlaubung nach Dänemark zurück und wurde 1902 als Bürochef beim KGH angestellt. Im Folgejahr wurde er als Nachfolger des im Vorjahr verstorbenen Regnar Stephensen zum Inspektor von Südgrönland ernannt, wobei er das Amt vom kommissarisch wirkenden Oscar Peter Cornelius Kock übernahm. Zwischen 1906 und 1908 wurde er zweimal von Laurits Hans Christian Bistrup vertreten. 1913 wurde er erneut beurlaubt und dabei von Oluf Hastrup vertreten. Er kehrte nicht mehr zurück und wurde 1914 offiziell von Hastrup abgelöst.
Am 17. Oktober 1914 heiratete er in Kopenhagen die Lehrerin Emmy Elliott (1879–?). Beide sind die Großeltern der Anthropologin Ida Nicolaisen geb. Edelberg (* 1940), die in erster Ehe mit dem dänischen Ethnografen Johannes Nicolaisen (1921–1980) und in zweiter Ehe mit dem niederländischen Physiker Abraham Pais (1918–2000) verheiratet war. Ole Bendixen wurde in den 1910er Jahren einer der Autoren des 1921 erschienenen Grønland i tohundredeaaret for Hans Egedes landing, weswegen er mehrere Forschungsreisen nach Grönland unternahm. Er verfasste mit Ausnahme der Geschichtskapitel den gesamten Band zu Südgrönland und ist damit einer der Hauptautoren des Werks. 1914 wurde er Ritter des Wasaordens. Am 12. Juli 1921 wurde er zum Ritter des Dannebrogordens ernannt. Ole Bendixen starb 1958 im Alter von 88 Jahren in Ordrup bei Gentofte.